# Notre-Dame de la Grand'Porte

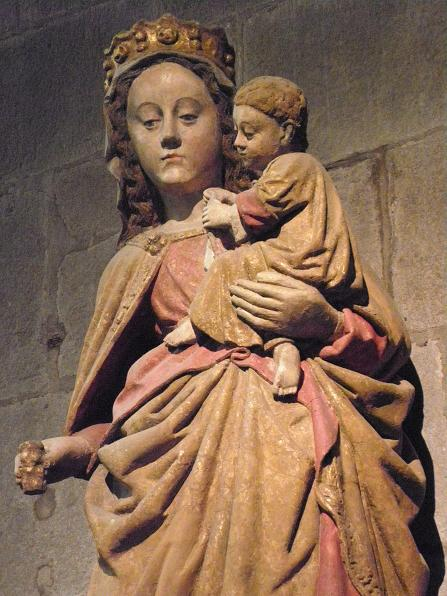
Notre-Dame de la Grand'Porte dans la cathédrale Saint-Vincent

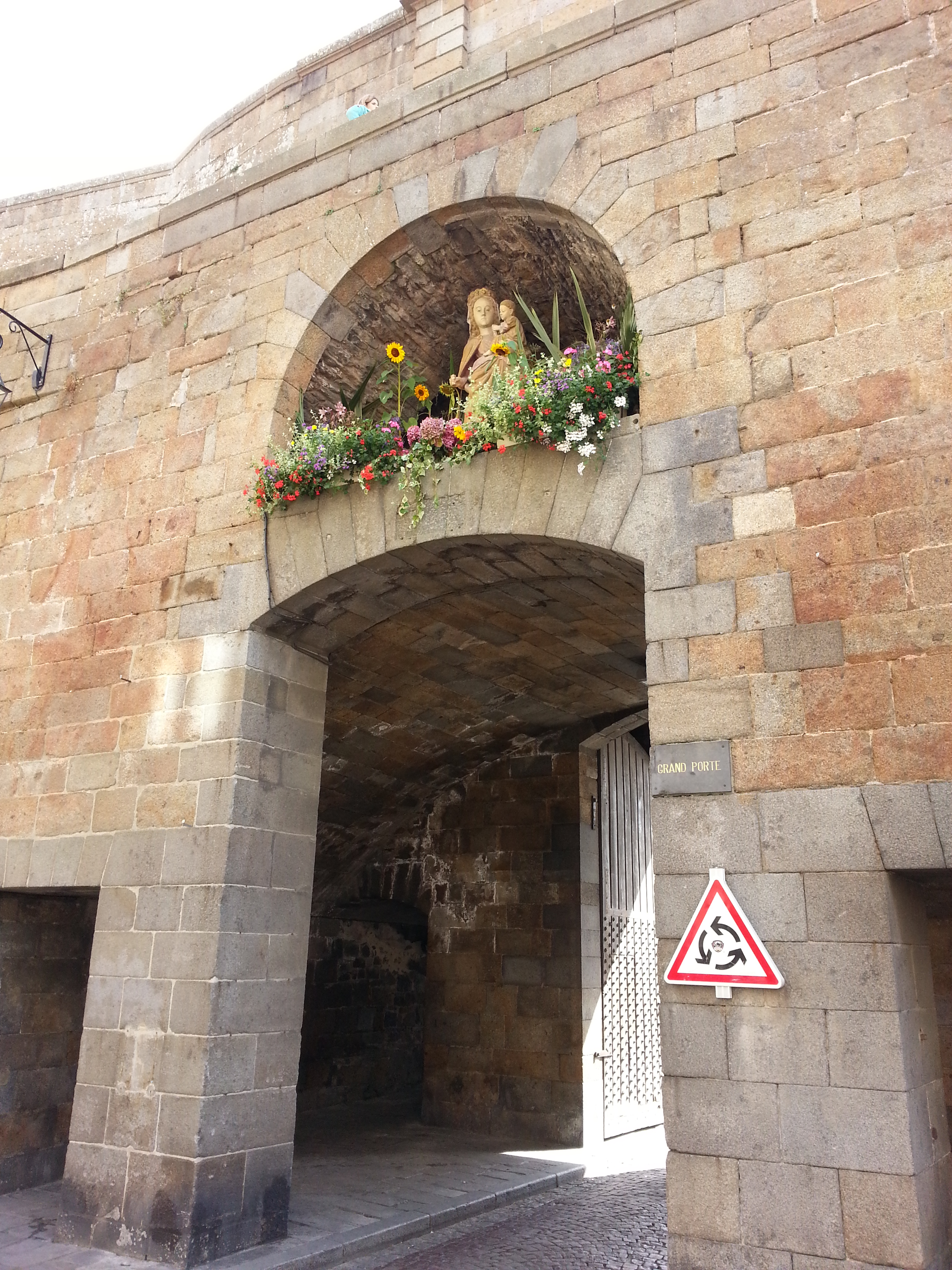
La copie de la statue, au dessus de la Grande Porte et fleurie à l'occasion du 15 août.

Notre-Dame de la Grand'Porte est une statue de la Vierge à l'Ardoise qui se trouve dans la cathédrale Saint-Vincent de Saint-Malo. Elle est classée au titre objet des monuments historiques depuis le 31 janvier 1925. 
Initialement placée au-dessus de la Grand'Porte, dite Porte Notre-Dame des remparts de Saint-Malo intramuros, elle a été remplacée par une copie et l'originale, après restauration a été installée dans la cathédrale de Saint-Malo en 2003 pour la protéger de l'air marin et des intempéries. 
La statue daterait du XVe siècle ou du XVIe siècle. Elle est construite en calcaire et peinte. On ignore sa provenance (Normandie, Touraine, Espagne, ..) mais elle n'a pas été sculptée à Saint-Malo. Plusieurs légendes et miracles lui sont attribués : des marins l'auraient trouvée flottante sur l'eau et ramenée à Saint-Malo, un enfant l'aurait vue en 1378 pointer du doigt le sol ce qui aurait permis de découvrir un tunnel par lequel les Anglais essayaient de s'introduire dans la cité, elle se serait dressée et aurait arrêté l'incendie de la ville de 1661, incendie dans lequel la statue sera partiellement brulée. Cela lui vaut d'être aussi appelée « Notre-Dame des Miracles». 
Pendant la Révolution, la statue sera décapitée puis restaurée quelques années plus tard. En 1842, une pétition exigera qu'elle soit maintenue au-dessus de la Grand'Porte.
Le 13 août 1944, lors de la bataille pour la libération de Saint-Malo, elle est renversée par la frappe proche d'un obus. Elle est ensuite restaurée par le sculpteur Albert Bourget, professeur de sculpture à l'École des beaux-arts de Rennes.